# Acetobacteraceae
Die Acetobacteraceae bilden eine Familie innerhalb der Alphaproteobacteria. Es handelt sich um gramnegative, obligat aerobe, stäbchenförmige und oft bewegliche Bakterien. Der optimale pH-Wert für diese Mikroorganismen liegt meist im sauren Bereich, oft zwischen 5,3 und 6,3. Einige wachsen noch bei erheblich niedrigeren pH-Werten. Es sind auch Arten vorhanden, die nur im alkalischen Bereich wachsen, hierzu zählt z. B. Roseococcus und Erythrobacter.

## Stoffwechsel und Ökologie
Innerhalb der Acetobacteraceae sind Essigsäurebakterien (genannt auch Essigbakterien, englisch acetic acid bacteria, AAB) und auch phototrophe Bakterien zu finden.
Die Essigsäurebakterien gewinnen Energie durch die Oxidation von Ethanol zu Essigsäure. Einige Gattungen, wie z. B. Acetobacter, können mit Hilfe von Enzymen des Citratzyklus (Zitronensäurezyklus) Essigsäure weiter zu Kohlendioxid und Wasser abbauen. Andere, wie zum Beispiel Gluconobacter, sind mangels entsprechender Enzyme dazu nicht in der Lage.
In der Natur kommen Essigsäurebakterien überall da vor, wo Hefen Zucker oder pflanzliche Kohlenhydrate zu Ethanol vergären. Sie können auch von Blütennektar und von beschädigten Früchten isoliert werden. Auf Apfelwein und Bier, das weder pasteurisiert noch steril-gefiltert ist, wachsen sie in einer Kahmhaut auf der Oberfläche.
Andere Gattungen, zum Beispiel Acidicaldus, Acidiphilium, Acidisphaera, Acidocella und Rhodopila, können aus stark versauerten, oligotrophen Gewässern isoliert werden. Acidiphilium acidophilum kann autotroph leben, also selbst Kohlenstoff fixieren. Roseococcus ist heteroorganotroph und nutzt die Atmung, kann aber auch zusätzlich Photosynthese betreiben (fakultativ photoheterotroph).
Einige Arten können elementaren Stickstoff (N2) aus der Umgebung fixieren und somit im eigenen Stoffwechsel nutzen. Gluconacetobacter johannae und Gluconacetobacter diazotrophicus sind Beispiele der Acetobacteraceae. Die sogenannten Stickstofffixierer spielen eine bedeutende Rolle innerhalb des Stickstoffkreislaufs.
In dieser Familie sind nur wenige pathogene (krankheitserregende) Arten bekannt, hierzu zählt z. B. Granulibacter bethesdensis.

## Systematik
Einige Gattungen dieser Familie:
- Acetobacter Beijerinck 1898
- Acidicaldus Johnson et al. 2006
- Acidiphilium Harrison 1981[4]
- Acidisoma Belova et al. 2009
- Acidisphaera Hiraishi et al. 2000
- Acidocella Kishimoto et al. 1996
- Acidomonas Urakami et al. 1989
- Asaia Yamada et al. 2000
- Belnapia Reddy et al. 2006
- Craurococcus Saitoh et al. 1998
- Gluconacetobacter corrig. Yamada et al. 1998
- Gluconobacter Asai 1935
- Komagataeibacter Yamada et al. 2013
- Kozakia Lisdiyanti et al. 2002
- Neoasaia Yukphan et al. 2006
- Paracraurococcus Saitoh et al. 1998
- Rhodopila Imhoff et al. 1984
- Rhodovastum Okamura et al. 2018 mit Rhodovastum atsumiense[5]
- Roseococcus Yurkov et al. 1994
- Rubritepida Alarico et al. 2002
- Saccharibacter Jojima et al. 2004
- Stella Vasilyeva 1985
- Swaminathania Loganathan & Nair 2004
- Zavarzinia Meyer et al. 1994